# Final Four Cup femminile 2010
La III Final Four Cup di pallavolo femminile si è svolta dal 21 al 25 settembre 2010 a Tuxtla Gutiérrez, in Messico. Al torneo hanno partecipato 4 squadre nazionali nordamericane e sudamericane e la vittoria finale è andata per la prima volta alla Repubblica Dominicana.

## Squadre partecipanti
- Argentina
- Messico
- Perù
- Rep. Dominicana

## Fase finale

### Finali 1º e 3º posto
|  | Semifinali      | Semifinali      | Semifinali |      |                 | Finale 1º/2º posto | Finale 1º/2º posto | Finale 1º/2º posto |  |
|  |                 |                 |            |      |                 |                    |                    |                    |  |
|  | Perù            | Perù            | 3          |      |                 |                    |                    |                    |  |
|  | Perù            | Perù            | 3          |      |                 |                    |                    |                    |  |
|  | Messico         | Messico         | 0          |      |                 |                    |                    |                    |  |
|  | Messico         | Messico         | 0          |      | Rep. Dominicana | Rep. Dominicana    | 3                  |                    |  |
|  |                 |                 |            |      | Rep. Dominicana | Rep. Dominicana    | 3                  |                    |  |
|  |                 |                 | Perù       | Perù | 2               |                    |                    |                    |  |
|  | Rep. Dominicana | Rep. Dominicana | Perù       | Perù | 2               | 3                  |                    |                    |  |
|  | Rep. Dominicana | Rep. Dominicana |            |      |                 | 3                  |                    |                    |  |
|  | Argentina       | Argentina       | 0          |      |                 | Finale 3º/4º posto | Finale 3º/4º posto | Finale 3º/4º posto |  |
|  | Argentina       | Argentina       | 0          |      |                 |                    |                    |                    |  |
|  |                 |                 |            |      |                 |                    |                    |                    |  |
|  |                 |                 |            |      |                 | Argentina          | Argentina          | 3                  |  |
|  |                 |                 |            |      |                 | Argentina          | Argentina          | 3                  |  |
|  |                 |                 |            |      |                 | Messico            | Messico            | 0                  |  |

## Classifica finale
| Pos     | Squadra         | Rosa |
| ------- | --------------- | --- |
| Oro     | Rep. Dominicana | Formazione: 2 Burgos, 3 Eve, 5 Castillo, 7 Marte, 8 Arias, 9 Nuñez, 11 Rodríguez, 12 Echenique, 13 Rondón, 17 Mambrú, 18 de la Cruz, 19 Binet, CT: Kwiek         |
| Argento | Perù            | Formazione: 1 Aquino, 2 Uribe, 3 García, 4 Soto, 5 Palacios, 6 Uceda, 7 Zamudio, 10 Chihuán, 12 Rueda, 13 La Rosa, 14 Keldibekova, 15 Ortiz, CT: Kim             |
| Bronzo  | Argentina       | Formazione: 2 Bortolozzi, 3 Sargadia, 5 Fresco, 6 Pereyra, 8 Sosa, 9 Aispurúa, 12 Fernández, 14 Gaido, 15 Benet, 16 Busquets, 17 Curatola, 18 Acosta, CT: Bastit |
| 4.      | Messico         | Formazione: 2 V. Hernández, 3 Solís, 4 Celedón, 5 J. Hernández, 8 Alvarado, 10 Zazueta, 12 Sainz, 13 Durán, 15 Rivera, 16 Isiordia, 18 Urías, CT: Bernal         |